# Henryk (książę Gloucester)
Henryk Wilhelm Fryderyk Albert Windsor (ur. 31 marca 1900 w Sandringham, zm. 10 czerwca 1974 w Barnwell Manor w Northamptonshire) – członek brytyjskiej rodziny królewskiej, syn króla Jerzego V i Marii Teck, córki Franciszka, księcia Teck. Jego starszymi braćmi byli królowie: Edward VIII i Jerzy VI, on sam był stryjem królowej Elżbiety II i gubernatorem generalnym Australii.

## Życiorys

### Młodość
Urodził się w ostatnim roku panowania prababki, królowej Wiktorii. W 1928 ojciec, król Jerzy V, nadał mu tytuły księcia Gloucester, lorda (Earla) Ulsteru i barona Culloden. Tytuły te związały królewskiego syna z trzema członami Zjednoczonego Królestwa – Anglią, Irlandią Północną i Szkocją. W 1934 książę został kawalerem   Orderu św. Patryka.
W listopadzie 1935 poślubił Alicję Christabel Montagu-Douglas-Scott (ur. 1901, zm. 2004), córkę księcia Buccleuch i Queensberry. Z małżeństwa tego urodziło się dwóch synów: William (ur. 1941, zm. 1972) i Richard (ur. 1944).

### Gubernator generalny Australii
Pod koniec 1944 książę Gloucester na wniosek premiera Australii Johna Curtina został mianowany generalnym gubernatorem Australii. Zamiarem Curtina, który odstąpił tym samym od zwyczaju mianowania na to stanowisko rodowitych Australijczyków, było zapewnienie brytyjskiego udziału w obronie Australii w okresie wojennym i uniezależnienie się od ewentualnej pomocy USA, a także uniknięcie w czasie kryzysu wojennego sporów wewnętrznych. Gloucester nie nawiązał jednak dobrych stosunków z mieszkańcami Australii. Po śmierci premiera Curtina i zakończeniu wojny został odwołany z funkcji gubernatora w 1947 na wniosek nowego premiera, Bena Chifleya.

### Późniejsze życie
Po powrocie do Anglii książę wraz z żoną pełnił szereg funkcji przypisanych członkom brytyjskiej rodziny królewskiej. Był kawalerem najwyższych odznaczeń państwowych (m.in. Orderu Podwiązki i Orderu Królowej Wiktorii), rycerzem prestiżowych zakonów (św. Jana w Jerozolimie, św. Michała i św. Jerzego), tajnym radcą królewskim. W armii brytyjskiej miał stopień marszałka polnego.
Cieniem na ostatnie lata życia księcia położyła się śmierć w wypadku lotniczym w 1972 starszego syna, Williama. Tym samym dziedzicem tytułu księcia Gloucester został młodszy syn, Richard. Żona księcia Henry’ego dożyła 103 lat i zmarła w 2004 jako najstarsza członkini brytyjskiego rodu panującego.